# Nila Branco
Nirlei Maria de Almeida (Unaí) é uma cantora brasileira. Começou sua carreira em Goiânia onde se apresentava em bares e clubes mudando-se posteriormente para São Paulo. Gravou seu primeiro disco independente em 1998, o Nila Branco. Dois anos depois, pela Abril Music, lançou o CD Parte II.  Com a música "Diversão", que fez parte da trilha sonora novela "Desejos de Mulher", da TV Globo, ficou conhecida no cenário nacional.  Nila Branco foi da EMI, onde gravou seu terceiro disco com o título Tudo o que Eu Quis em 2004.
Nila gravou em São Paulo seu quinto trabalho, o DVD “Nila Branco ao Vivo”, que foi lançado em 2006. Este trabalho tem músicas dos seus últimos cd’s, além de algumas canções inéditas. Contou também com a participação especial de George Israel do Kid Abelha na música “Eu estou aqui”, feita por ele e Alvin L., especialmente para a Nila.
O sexto trabalho da artista, o DVD “Confidência”, foi gravado ao vivo em Goiânia com músicas inéditas de novos compositores como Téo Rodrigues, Rubinho Gabba, Thiago Guerra e também Nelson Motta, Zeca Baleiro, além de uma releitura de Cherish da Madonna e composições próprias. O DVD está sendo distribuído pela Savana Discos (selo criado pela sua empresária Lorena Falanque juntamente com Nila) e distribuído pela Tratore.
Em 2012, Nila Branco lançou o seu sétimo trabalho, intitulado “Sete Mil Vezes”, produzido e arranjado por ela e Renato Faleiro.

## Discografia
- Nila Branco (1998)
- Parte II (2002)
- Seus Olhos (2003)
- Tudo O Que Eu Quis (2004)
- Nila Branco Ao Vivo (2006)
- Confidência (2010)
- Sete Mil Vezes (2012)
- Azul Anil (2018)